# Albanais en Belgique
 (mai 2018).
Si vous disposez d'ouvrages ou d'articles de référence ou si vous connaissez des sites web de qualité traitant du thème abordé ici, merci de compléter l'article en donnant les références utiles à sa vérifiabilité et en les liant à la section « Notes et références ».
La diaspora des Albanais en Belgique comprend les Albanais qui s'installent durablement en Belgique et leurs descendants. 
La grande majorité d'entre eux sont aujourd'hui citoyens belges[réf. nécessaire].

## Histoire
L'un de premiers albanais en Belgique est Faik Konitza (1875 – 1942), écrivain, journaliste et diplomate, ami de Guillaume Apollinaire. Installé à Bruxelles depuis 1896, l'année suivante Konitza établi la revue franco-albanaise Albania dont le programme est la conservation et le développement de l’individualité nationale albanaise. Il la suivra jusqu'en 1909, date de son départ pour l'Amérique.
En 1902 Ndoc Nikaj, ami de Konitza et fondateur du roman en langue albanaise, publie à Bruxelles son Histoire de l’Albanie.
Entre 1934 et 1936 le futur dictateur stalinien Enver Hoxha séjourne en Belgique, où il est employé au Consulat d’Albanie.
Le 1er août 1956  quelques centaines d’Albanais arrivent à la gare d’Andenne-Seilles. Ils seront accueillis par la Belgique sous le statut de réfugiés politiques.
En 1966 le général Prenk Pervizi se rend en Belgique, où il retrouve ses amis et ses compagnons d’armes Muharrem Bajraktari et Fiqiri Dine. Il décède en 1977 à La Louvière.
En 1968 une statue de Skanderbeg est érigée à Schaerbeek, financée par une souscription au sein de l’exil albanais.
En  1978-1979 l’écrivain Nasho Jorgaqi publie le roman Mergata e qyqeve (en français : « la migration des coucous ») sur l’immigration albanaise en Belgique, visant à ridiculiser la communauté des exilés politiques.
En 1982 la Belgique connaît une vague d’immigration albanaise[Combien ?] en provenance du Kosovo, à la suite de la répression par Belgrade des manifestations du printemps 1981 à Pristina.
Dès 1986 remonte la création de la radio communautaire Jehona e shqipes (en français : « l’écho des aigles ») animée par Sakip Skepi.
En 1990 Enver Hadri, ancien fondateur du Comité pour la défense des droits de l’homme au Kosovo, il est assassiné à Bruxelles par les services secrets yougoslaves. 
Dès 1993 Lek Pervizi publie la revue Kuq e Zi (en français : « Rouge et Noir »), évoquant l’histoire et la vie des émigrés albanais en Belgique.
En 1998-1999 la Belgique connaît une nouvelle arrivée d’Albanais du Kosovo[Combien ?] fuyant la guerre.
Depuis le 2004 la fondation de l’association culturelle euro-albanaise Mère Teresa, ainsi qu'en 2008 l’association Konitza ont créé.

## Personnalités
- Amet Gjanaj (1968-), parlementaire bruxellois, échevin
- Prenk Pervizi (1897-1977), militaire albanais mort en exil en Belgique